# Ordine delle operazioni
In aritmetica, algebra, logica booleana, teoria degli insiemi, nei linguaggi di programmazione, ecc., l'ordine in cui le operazioni di un'espressione vengono svolte è stabilito per convenzione.
- Vengono svolte per prime le operazioni raggruppate tra parentesi. Per le parentesi si usano alternativamente due convenzioni:
  - Se si usano parentesi tonde, quadre e graffe, si svolgono prima le operazioni dentro le tonde, poi dentro le quadre, e infine dentro le graffe:

{\displaystyle (4+10/2)/9=[4+(10/2)]/9=[4+(5)]/9=9/9=1}
- - Se si usano solo le parentesi tonde, si volgono prima le operazioni dentro le parentesi più interne, poi man mano fino a quelle più esterne:

{\displaystyle (4+10/2)/9=(4+(10/2))/9=(4+(5))/9=9/9=1}
- Dopo vengono svolte le operazioni unarie: a queste operazioni viene assegnata priorità maggiore di tutte le altre operazioni. Così, {\displaystyle \neg p\wedge q} viene interpretato come {\displaystyle (\neg p)\wedge q}, analogamente per il complementare o la chiusura di un insieme. Nel caso ad esempio una delle operazioni sia il calcolo di un fattoriale, questa viene svolta dopo le operazioni tra parentesi, ma prima di qualsiasi altra operazione.
- Gli elevamenti a potenza vengono calcolati subito dopo. Nel caso di potenze composte, il calcolo viene eseguito dall'alto verso il basso:

{\displaystyle 2^{3^{2}}=2^{(3^{2})}=2^{9}=512}
(si osservi, quindi, che {\displaystyle 2^{3^{2}}\neq (2^{3})^{2}=2^{3\times 2}}, dove l'ultima uguaglianza è per una proprietà delle potenze)
- Successivamente si svolgono moltiplicazioni e divisioni, da sinistra verso destra

{\displaystyle 18/2\times 3=(18/2)\times 3=[9\times 3]=27}
- Per ultime si svolgono addizioni e sottrazioni, da sinistra verso destra

{\displaystyle 7-2-4+1=[7-2]-4+1=[5-4]+1=[1+1]=2}
- In informatica, in un'espressione che coinvolge sia operazioni logiche sia quelle aritmetiche, quelle logiche vengono eseguite dopo

{\displaystyle 3+4=5+2}
In questa espressione, l'uguale (in alcuni linguaggi di programmazione si usa invece ==) dà come risultato vero se i membri sono uguali, altrimenti falso; bisogna prima fare le somme, ottenendo {\displaystyle 7=7}, poi confrontare i membri ottenendo vero.

## Esempio
{\displaystyle 6/[2\times (1+2)]=6/[2\times 3]=6/6=1}
- Secondo la regola PEMDAS (Parentesi, Elevamenti a potenza, Moltiplicazioni e Divisioni. Addizioni e Sottrazioni) prima le parentesi (1+2) = (3); in questo caso non ci sono gli esponenti. Ora è possibile nuovamente svolgere le parentesi (quelle quadre), al cui interno applicare nuovamente PEMDAS ricorsivamente. Quindi viene eseguita la moltiplicazione 2x3 = 6. Poi la divisione 6/6 = 1. In questo caso non ci sono addizioni o sottrazioni.

Nel caso non ci siano parentesi quadre invece, il risultato sarebbe:
{\displaystyle 6/2\times (1+2)=6/2\times 3=3\times 3=9}
- Si ricordi che moltiplicazione e divisione hanno la stessa priorità, pertanto in mancanza di parentesi debbono essere eseguite da sinistra a destra, così come scritte.

## Casi speciali
Nel caso in cui la stessa operazione (non associativa) venga ripetuta, come in
{\displaystyle a/b/c}
l'espressione viene valutata da sinistra a destra, come
{\displaystyle ((a/b)/c)}
tranne nel caso dell'elevamento a potenza detto sopra.

### Esponenti e numeri negativi
Un caso che può sembrare particolare riguarda la potenza e il segno negativo. Sebbene gli operatori unari dovrebbero avere la precedenza, la formula {\displaystyle -5^{2}} viene considerata equivalente a {\displaystyle -(5^{2})=-25}. Questo perché anche l'elevamento al quadrato è considerata un'operazione unaria, quindi secondo la regola PEMDAS, ha precedenza sul "-".
Nel caso possano sorgere ambiguità di interpretazione è preferibile inserire le parentesi.
Alcune applicazioni e linguaggi di programmazione, tra cui Microsoft Excel (ma anche altri fogli di calcolo come LibreOffice) e il linguaggio di programmazione BC, possono interpretare le espressioni senza parentesi in modo ambiguo o errato. Per esempio, la formula {\displaystyle -5^{2}+10} dà come risultato 35 in Microsoft Excel, mentre la formula {\displaystyle 10-5^{2}} dà come risultato –15, quando è evidente che il risultato dovrebbe essere lo stesso in entrambi i casi.